# Acido ceroplastico
L'acido ceroplastico o pentatriacontanoico  è un acido grasso saturo con 35 atomi di carbonio e formula di struttura: CH3(CH2)33COOH.
Come la maggior parte degli acidi grassi saturi lineari con un numero dispari di atomi carbonio, l'acido ceroplastico si presenta raramente e a basse concentrazioni in natura.
Fu descritto per la prima volta nel 1953 dal giapponese R. Koyama,  che lo ottenne dalla cera secreta dall'insetto Ceroplastes rubens , da cui deriva il suo nome non sistematico.  Si può trovare anche in alcune cere vegetali.